# Buckley, Washington
Buckley är en ort i Pierce County, Washington, USA.